# Teatro Cinema Odeon
Il Teatro Cinema Odeon è un teatro storico di Firenze, uno dei pochi esempi di grande teatro in stile liberty in Italia.

## Storia
Il progetto di realizzare un grande teatro nel centro della città di Firenze, destinato al Varietà e alla vita mondana della borghesia imprenditoriale fiorentina, sull’esempio delle sale in voga a Parigi, risale al 1890, quando un gruppo di imprenditori e commercianti si rivolse al Comune di Firenze con l’intenzione di acquisire a tale scopo il quattrocentesco Palazzo detto dello Strozzino, prospiciente Palazzo Strozzi. L’impresa tuttavia non andò in porto e nel 1904 l’immobile fu acquistato dalla famiglia Chairi, con l’intento di farne un albergo di lusso. A riportare la proprietà al progetto originario, nel 1914, fu l'attrice teatrale Eleonora Duse, che convinse i Chiari a realizzare un grande  e moderno teatro, il cui progetto fu affidato all’architetto Adolfo Coppedé. Iniziati i lavori, questi procedettero a rilento fino a fermarsi, a causa della Grande Guerra del 1915/1918, tanto che la proprietà nel 1919 si convinse a vendere ad Alessandro Abolaf, un importante impresario teatrale e cinematografico di origine greca. La ristrutturazione riprese nel 1920, sotto la guida di Marcello Piacentini, coadiuvato dal collega Ghino Venturi. Oltre al completamento della sala, in stile liberty, oggi uno degli esempi più importanti nel suo genere in Italia, tra il 1920 e il 1922 furono realizzate le nuove facciate in pietra in stile quattrocentesco, riprendendo il modello di Palazzo Strozzi e quattordici appartamenti di otto vani ciascuno. Nel 1928 fu realizzato inoltre nei sotterranei il grande Bal Tabarin, su modello di quello più celebre di Parigi, attivo fino all’alluvione di Firenze del 1966, successivamente trasformato in discoteca. Il teatro fu inaugurato nel 1922 con l’insegna di Gran Teatro Savoia. Da subito si caratterizzo per una programmazione eclettica, tra  Varietà, Teatro di rivista, eventi mondani e proiezioni cinematografiche. Tra i grandi che ne calcarono la scena Wanda Osiris, Erminio Macario, i Fratelli De Rege, Odoardo Spadaro. Con la fine della seconda guerra mondiale e l’avvento della Repubblica Italiana il Savoia cambiò nome e proprietà. La nuova insegna Cinema Teatro Odeon inaugurò la stagione della famiglia Germani, che tutt’oggi ne detiene la gestione. L’attività cinematografica da allora è stata prevalente, ma non ha mai smesso di ospitare anche spettacoli ed eventi dal vivo o grandi concerti. Va ricordato lo storico duetto che vide protagonisti nel 1952 Ella Fitzgerald e Louis Armstrong.
L’immobile conserva finiture di pregio, affreschi e opere d’arte tra gli altri di  Umberto Bartoli, Antonio Maraini, Giuseppe Gino Carlo Gronchi, Ezio Zalaffi, Francesco Mossmeyer, Bernardo Morescalchi e Gioia Germani.

## Festival e Prime Mondiali
Nel corso dei decenni l'Odeon ha ospitato prime nazionali e internazionali, nonché prestigiose rassegna e festival che hanno portato sul palco fiorentino tantissime star del cinema italiano e internazionale: dive quali Isabelle Adjani, Angelica Huston, Kate Winslet e Sabine Azéma, e grandi attori come Alberto Sordi, Nino Manfredi,  Kenneth Branagh e Ralph Fiennes.
Tantissimi anche i registi italiani, come i premi Oscar Bernardo Bertolucci, Gabriele Salvatores, Giuseppe Tornatore, Roberto Benigni, Paolo e Vittorio Taviani, Ferzan Özpetek e molti altri.

## Curiosità
La facciata dell’Odeon compare in alcune sequenze di una pellicola cult come Amici Miei di Mario Monicelli, mentre l’interno della sala fa da sfondo ad alcune scene di Goodmorning Babilonia! dei Fratelli Taviani.